# Kościoły typu wieluńskiego
Kościoły typu wieluńskiego – szesnastowieczne modrzewiowe świątynie rozlokowane w okolicach Wielunia. Charakteryzują się jednolitym stylem architektonicznym: zrębową konstrukcją ścian nawy i prezbiterium, węższym od nawy i zamkniętym ścianą wieloboczną prezbiterium.
Kościoły są zawsze zorientowane. Przy nawie od zachodu stoi wieża, zwężająca się ku górze, z kruchtą w przyziemiu. Świątynie pokryte są gontem, dach jest wspólny nad prezbiterium i nawą. Na wieży dach namiotowy. Do nawy wiodą dwa wejścia.
Kościoły tego stylu są bogato zdobione wewnątrz.
Najcenniejszymi zabytkami tego typu są kościoły w Kadłubie, Grębieniu, Popowicach, Łaszewie, Wiktorowie, Wierzbiu, Gaszynie, Naramicach i Skomlinie. 
Jest to najcenniejszy po drewnianych kościołach Małopolski zespół drewnianej architektury sakralnej.

## Galeria

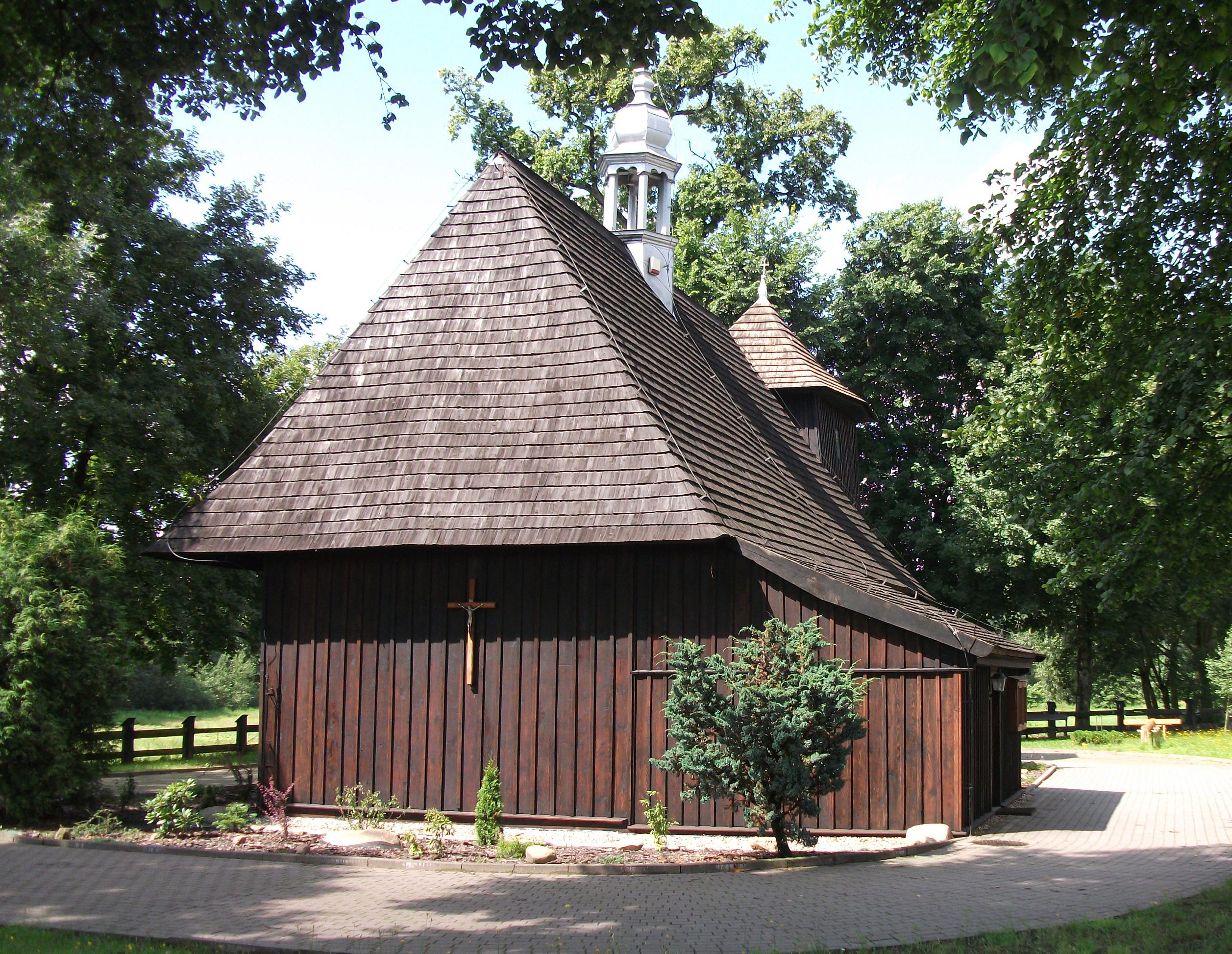
Kościół NMP w Gaszynie
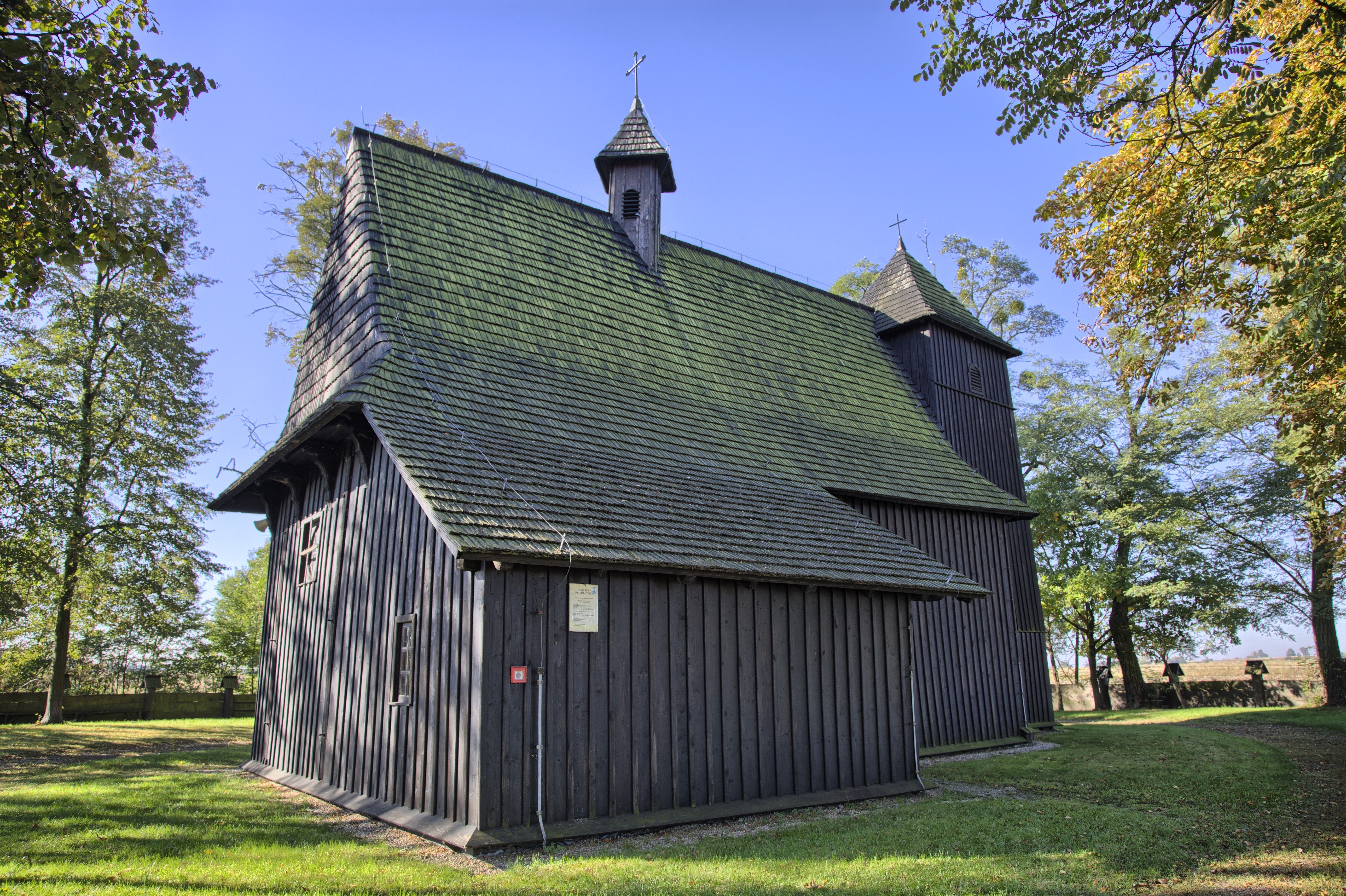
Kościół św. Trójcy w Grębieniu
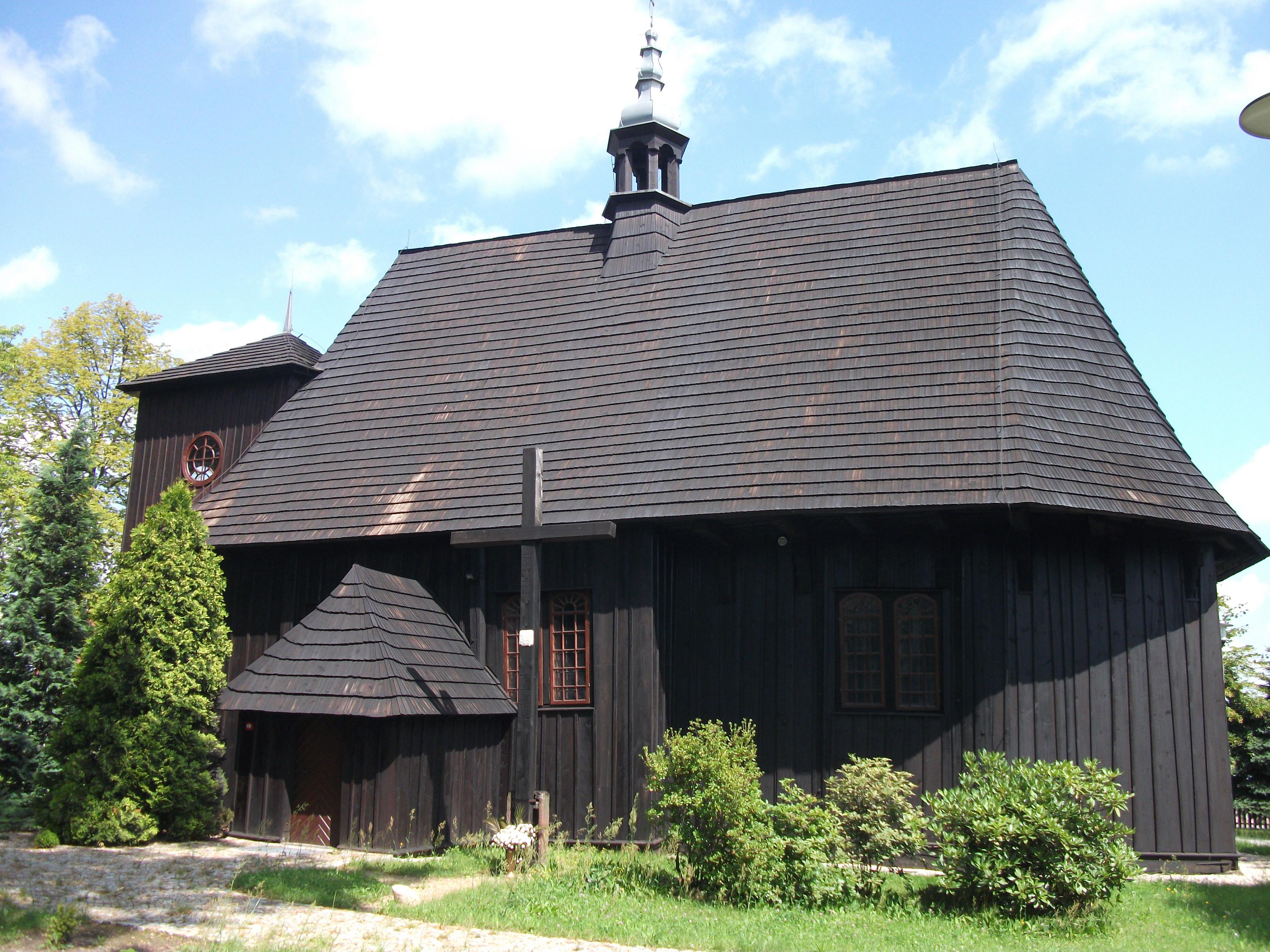
Kościół św. Andrzeja Apostoła w Kadłubie
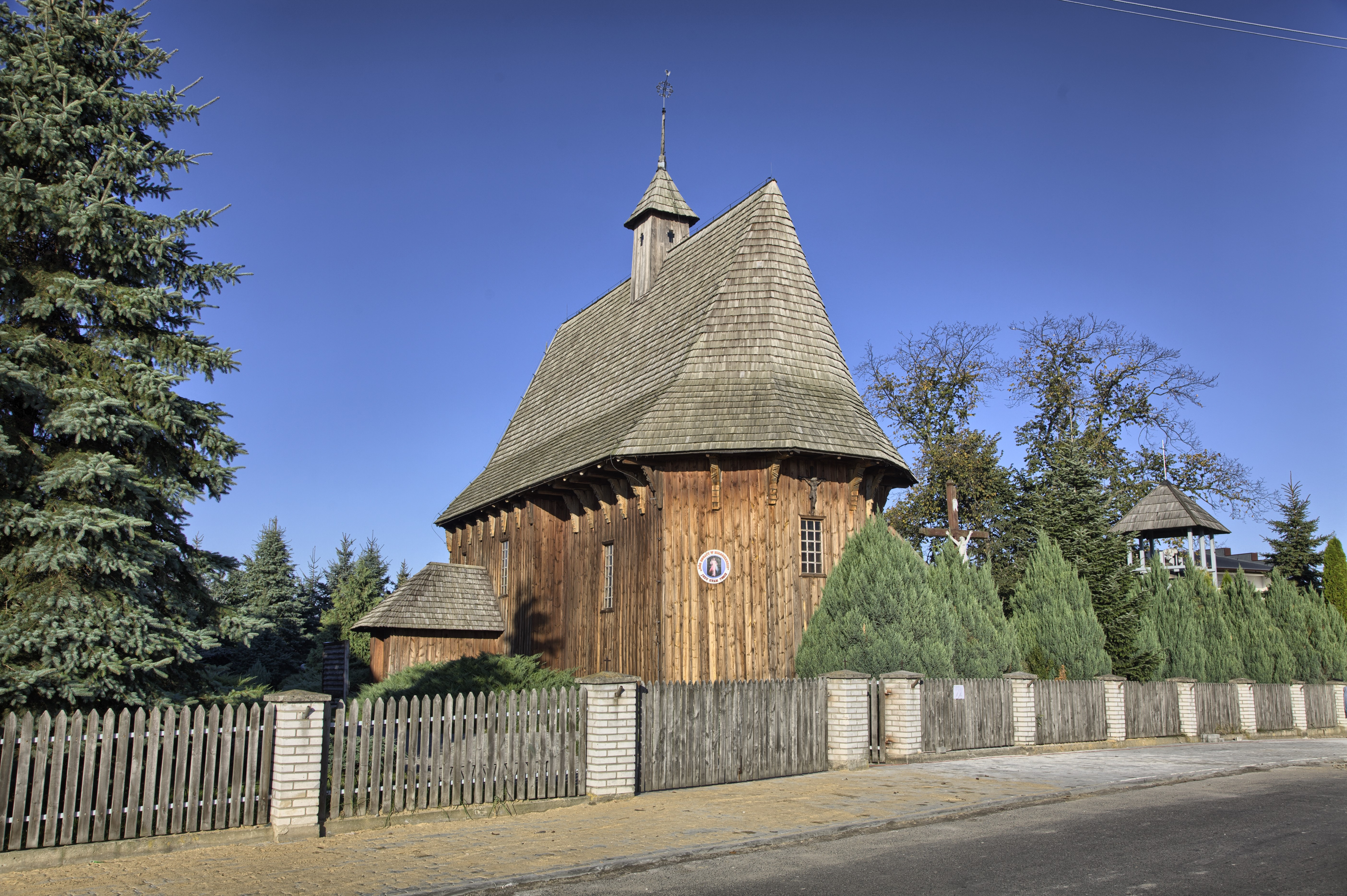
Kościół św. Jana Chrzciciela w Łaszewie
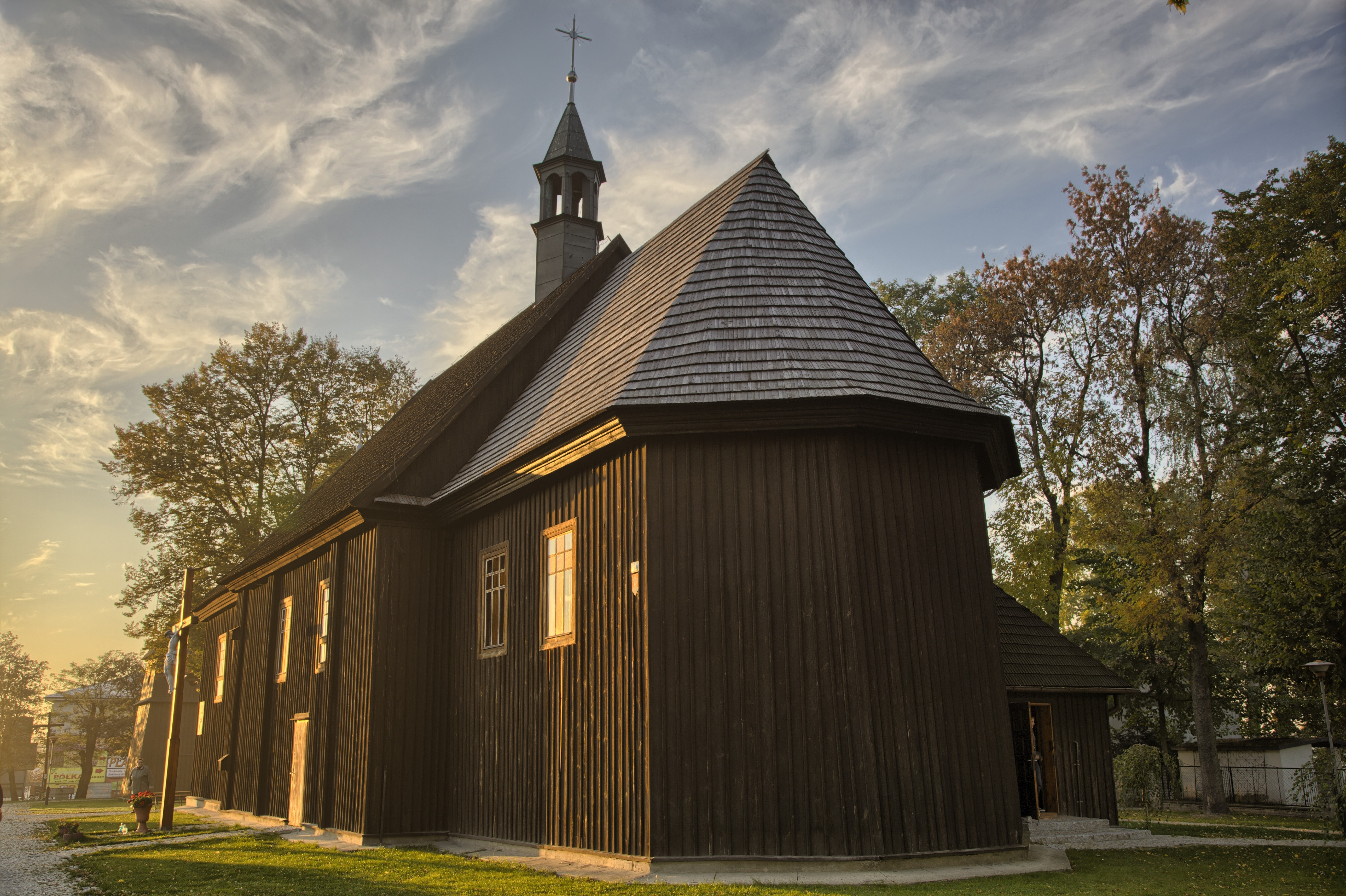
Kościół Wszystkich Świętych w Naramicach
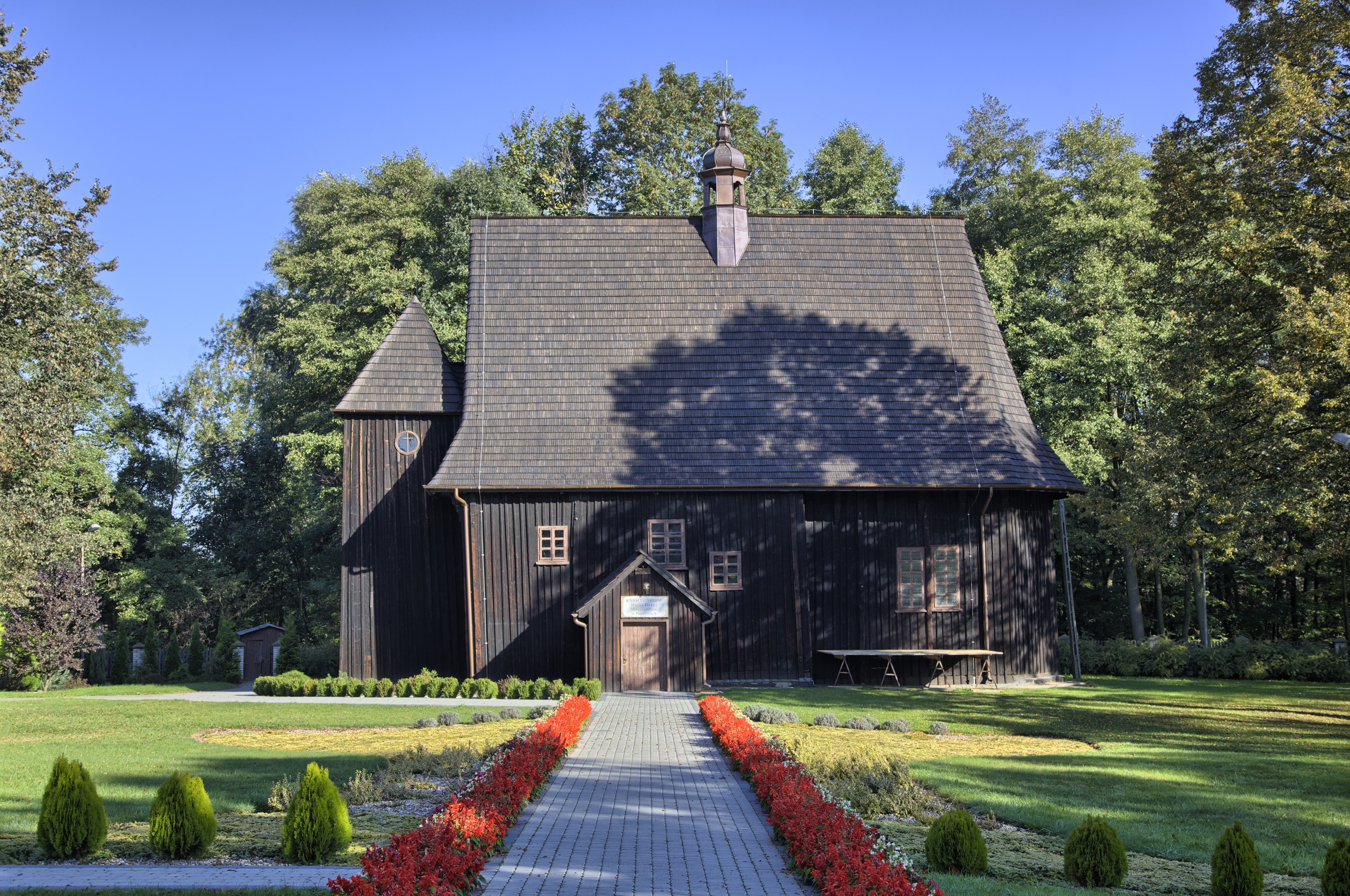
Kościół Wszystkich Świętych w Popowicach
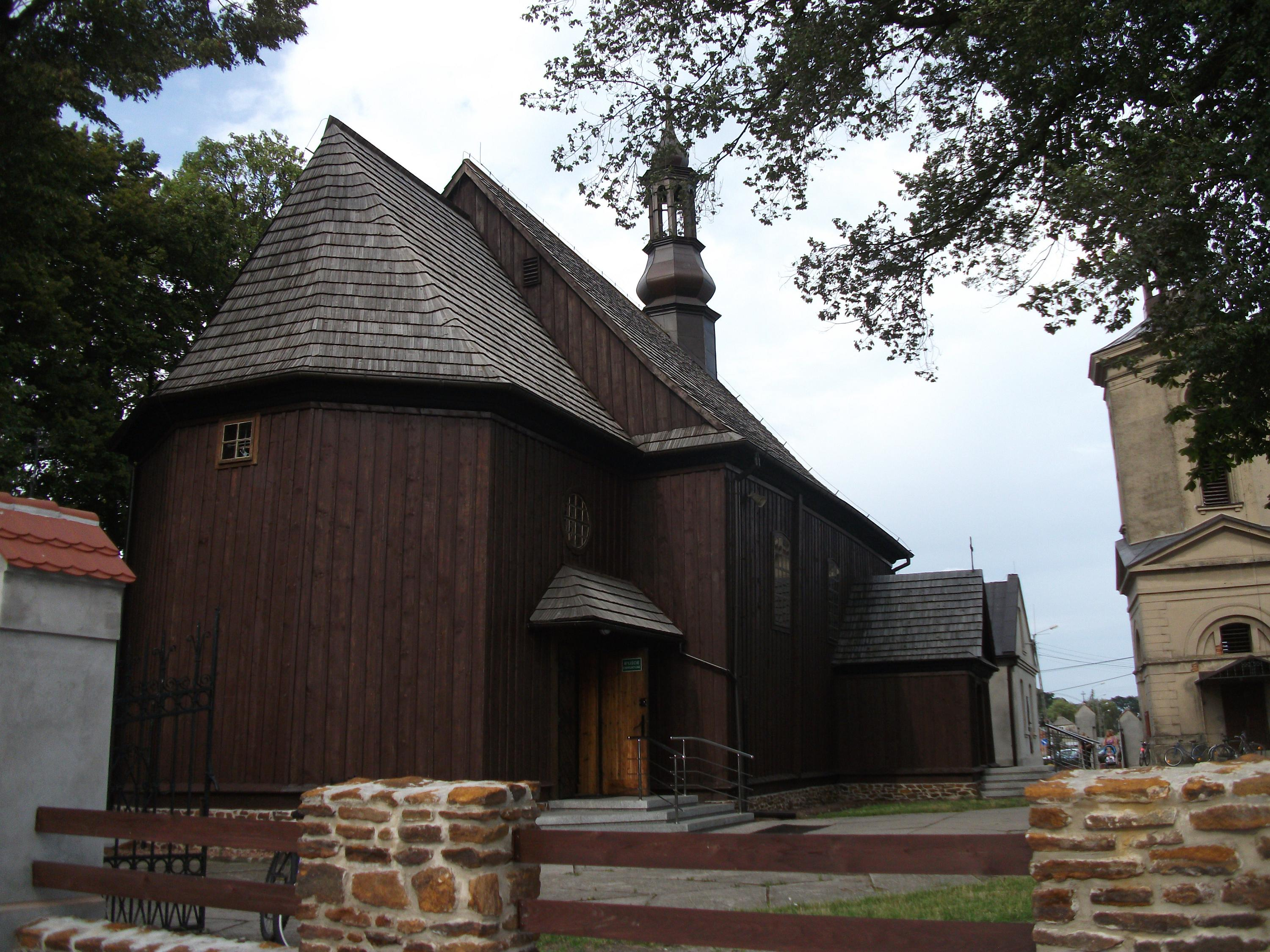
Kościół św. Apostołów Filipa i Jakuba w Skomlinie
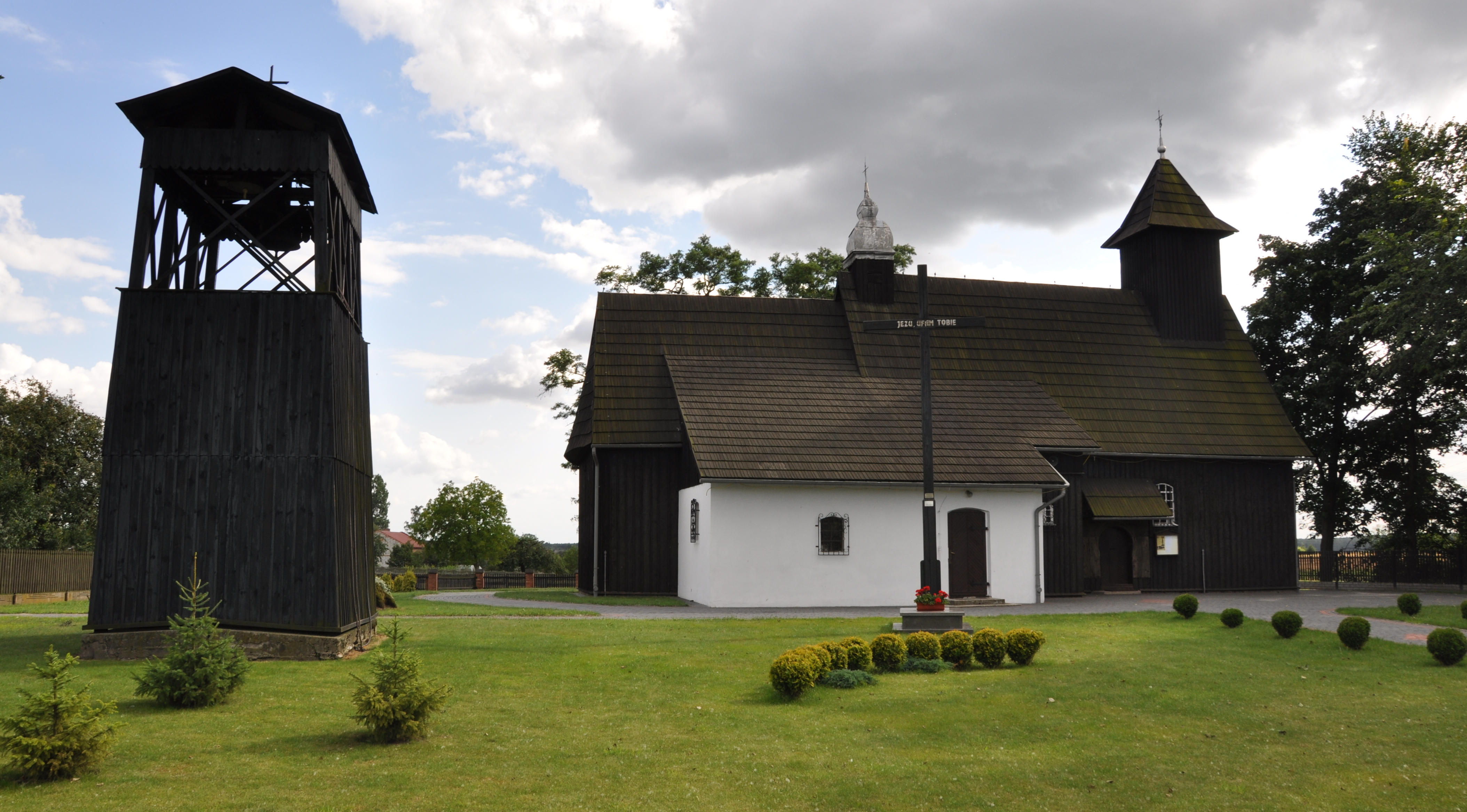
Kościół św. Leonarda w Wierzbiu
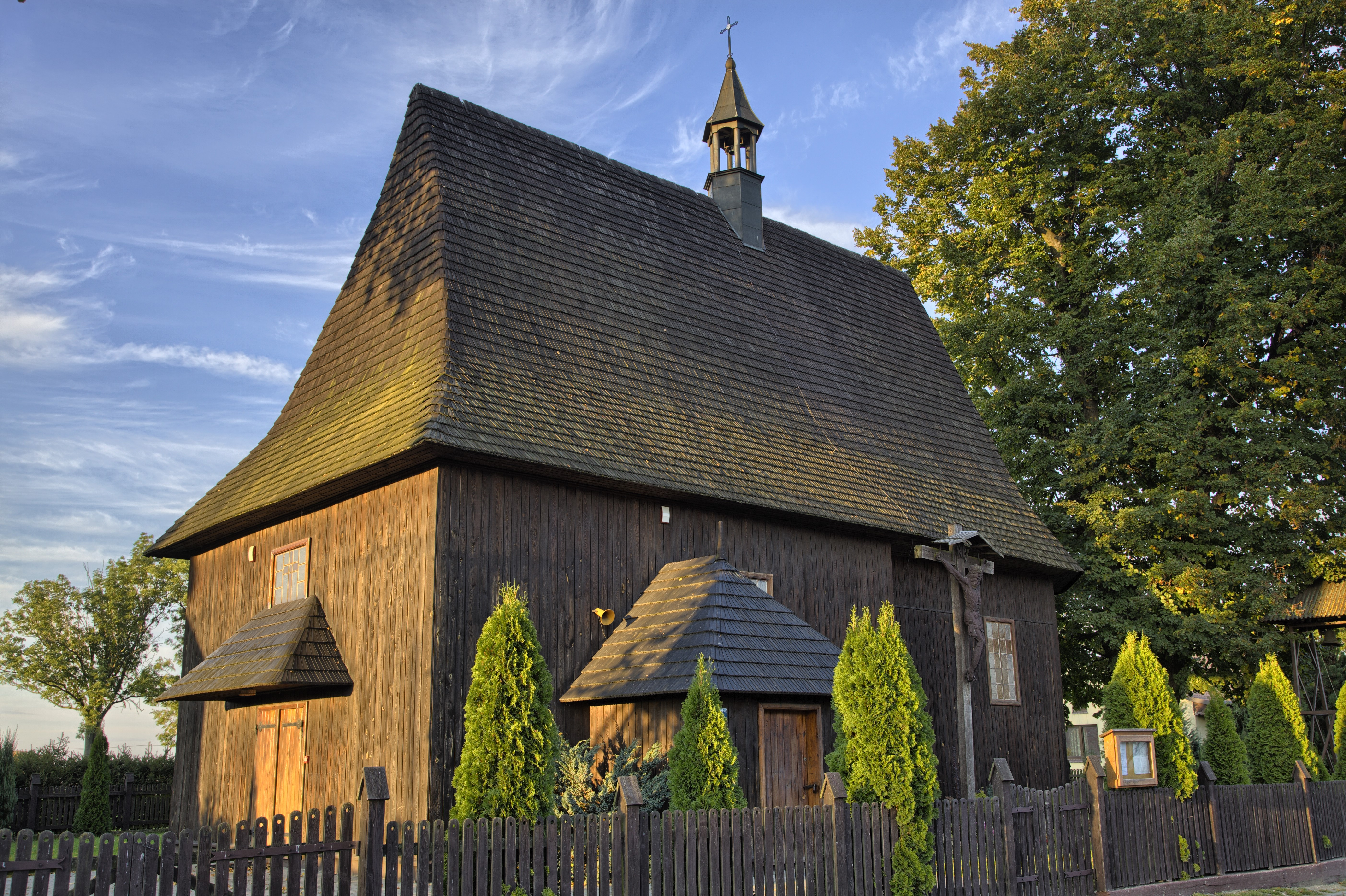
Kościół św. Zygmunta w Wiktorowie